# Chaetonotus paluster
Chaetonotus paluster är en djurart som tillhör fylumet bukhårsdjur, och som beskrevs av Jean-Loup d'Hondt 1967. Chaetonotus paluster ingår i släktet Chaetonotus och familjen Chaetonotidae. Inga underarter finns listade i Catalogue of Life.